# 瑞士巧克力
瑞士巧克力（德語：Schweizer Schokolade）泛指瑞士生產的巧克力。
歐洲人早在十七世紀就已經開始飲用巧克力，但今日全世界眾所熟知的巧克力工業，主要從十九世紀在瑞士開展的巧克力產業開始。

## 歷史

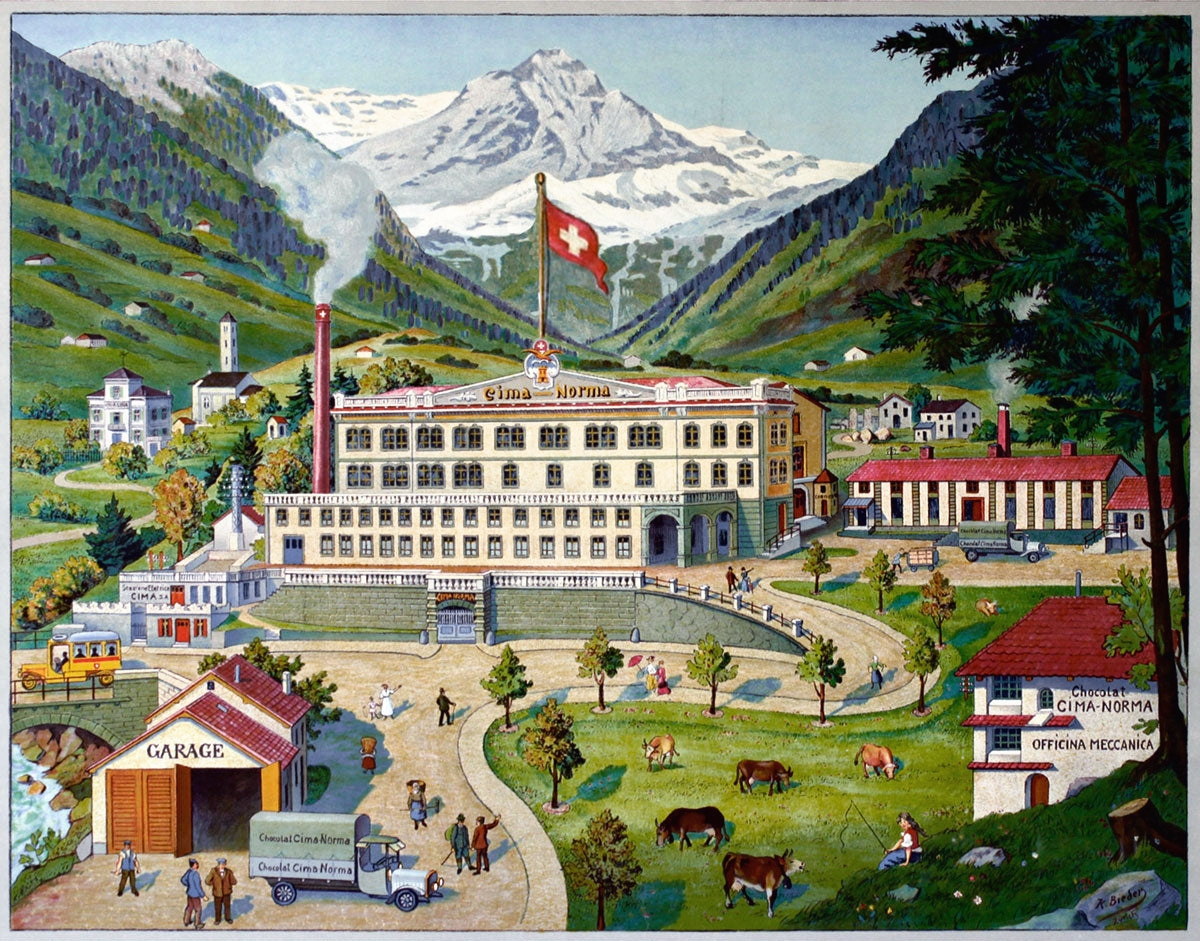
提契諾州Cima Norma巧克力工廠的繁榮光景

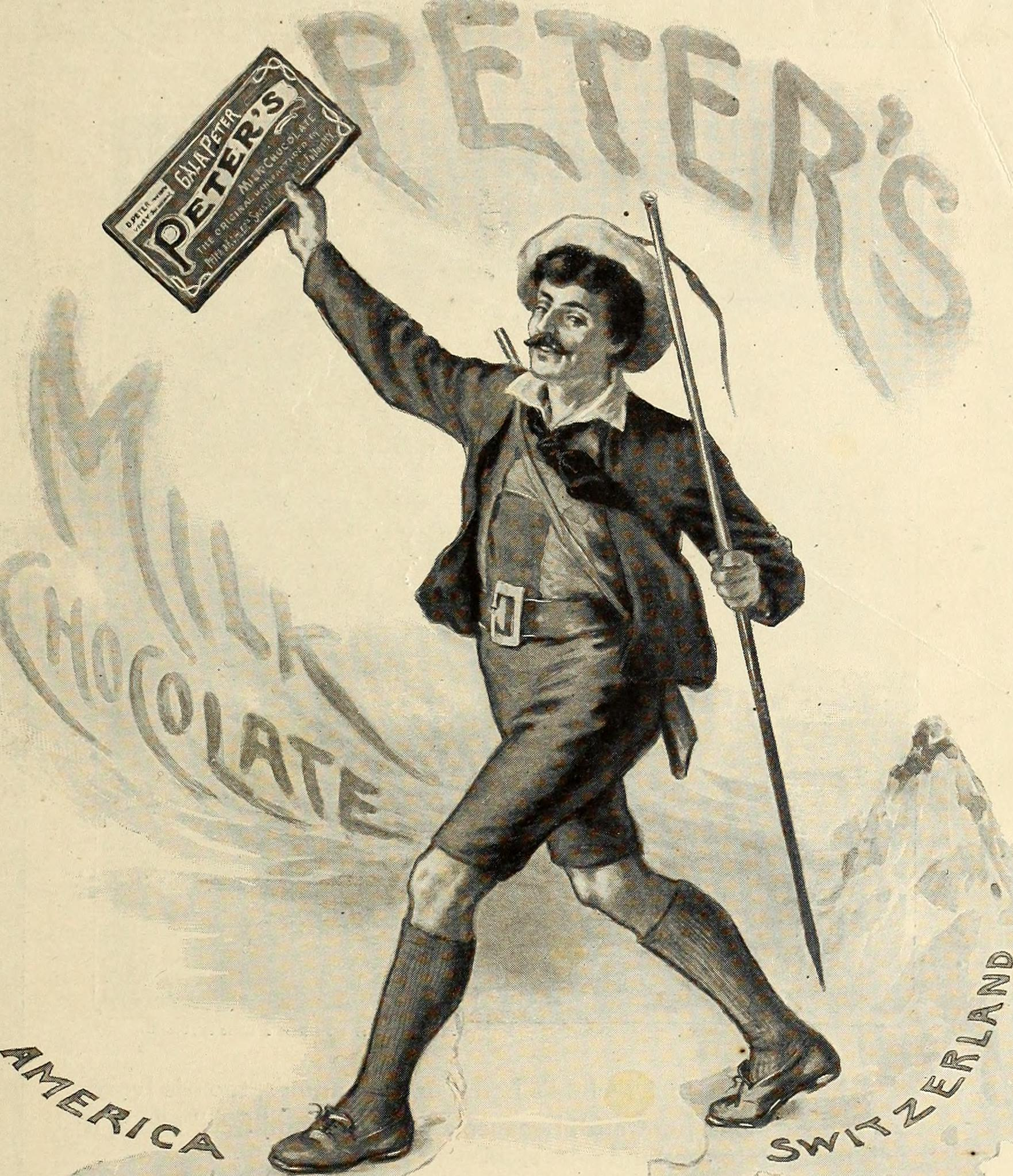
彼得巧克力文宣

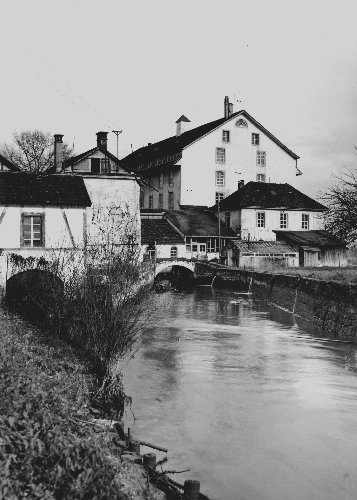
昔日位於阿勞的巧克力工廠

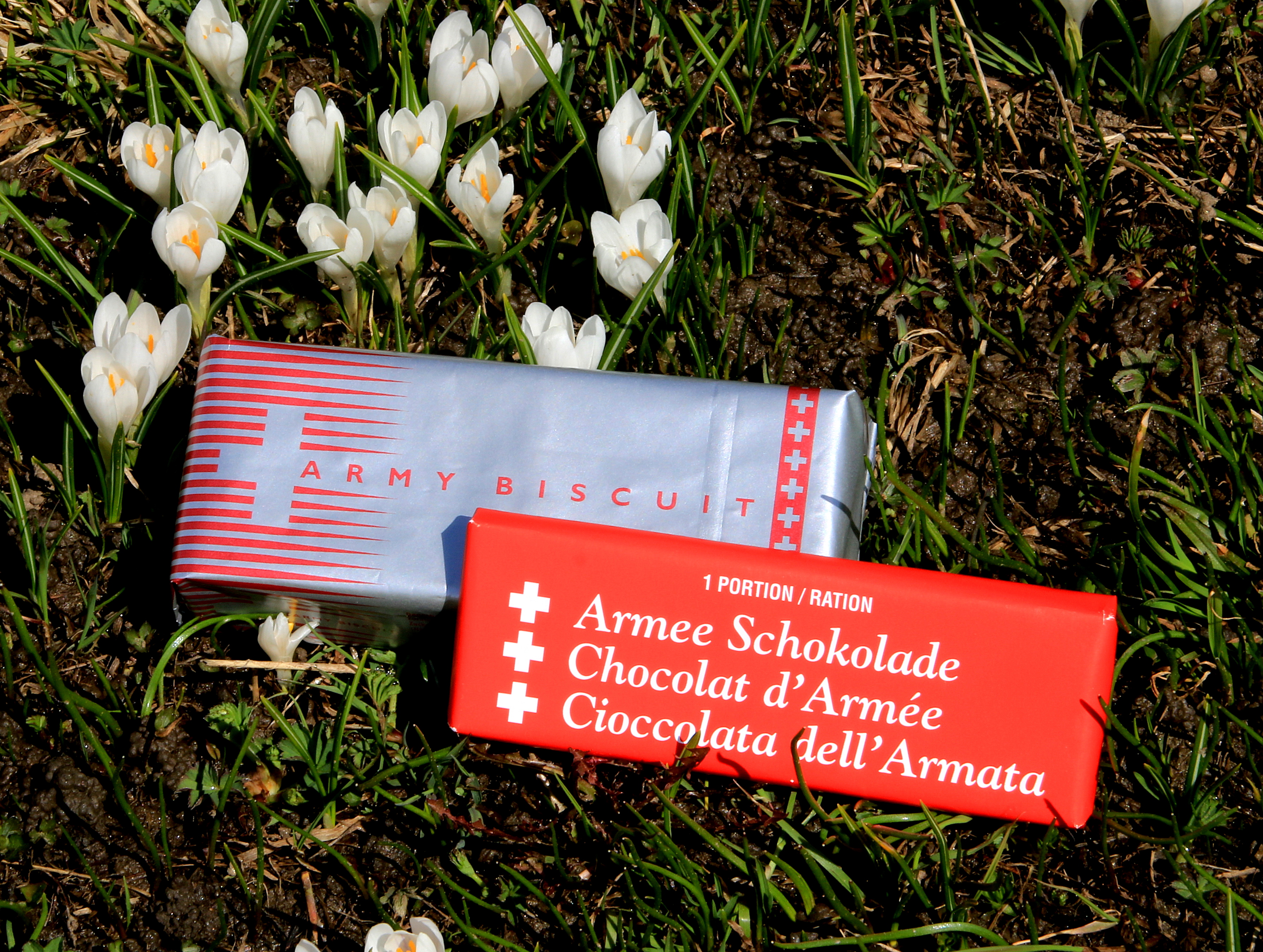
瑞士巧克力軍糧

1819年，凱雅自都靈歸鄉，改良生產技術，發明固體的巧克力食品：巧克力棒。
1826年，巧克力攪拌始祖改良技術，更均勻地混合糖與可可粉。
1867年，凱雅的女婿，彼得另起爐灶，將朋友亨利·雀巢新興的奶粉產品加入巧克力，發明牛奶巧克力。
1879年，緒沙爾在德國開設巧克力工廠，是第一家走出瑞士的巧克力公司。
1936年，亨利旗下的食品集團在歐洲賣起白巧克力。

## 巧克力製造商創始時間表
- 1819年：凱雅巧克力（法语：Chocolat Cailler）[3]於沃州沃韋
- 1826年：Favarger巧克力（法语：Favarger）[4]於日內瓦州韋爾蘇瓦
- 1826年：Wodey-Suchard巧克力（法语：Chocolat Suchard），於纳沙泰尔塞里埃爾（法语：Serrières (Neuchâtel)）
- 1830年：Kohler巧克力（英语：Chocolat Kohler），於沃州洛桑
- 1836年：Sprüngli糖果甜點店（英语：Confiserie Sprüngli）[5]，於蘇黎世州蘇黎世
- 1852年：瑪撒妮特公司（德语：Maestrani），於盧塞恩州盧塞恩
- 1867年：彼得巧克力（英语：Peter's Chocolate），於沃州沃韋
- 1879年：瑞士蓮，於伯恩州伯恩
- 1887年：Frey巧克力（德语：Chocolat Frey），於阿爾高州阿劳
- 1899年：三角巧克力，於伯恩州伯恩
- 1901年：維拉爾巧克力（法语：Villars Maître Chocolatier）[6]，於弗里堡州維拉爾
- 1903年：Cima Norma巧克力工廠（德语：Fabbrica di Cioccolato Cima Norma），於提契諾州托雷（義大利語：Torre (Blenio)）
- 1908年：菲荷林巧克力（德语：Max Felchlin AG），於施維茨州施維茨
- 1928年：天之星巧克力（義大利語：Chocolat Stella SA）[7]，於提契諾州盧加諾
- 1929年：Camille Bloch巧克力（德语：Chocolats Camille Bloch）[8]，於伯恩州庫特拉里
- 1932年：Teuscher巧克力（英语：Teuscher），於蘇黎世州蘇黎世
- 1934年：Kägi巧克力（德语：Kägi Söhne），於聖加侖州利希滕施泰格